# Constantin și Elena (film)
Constantin și Elena este un film românesc din 2009 regizat de Andrei Dăscălescu. Rolurile principale au fost interpretate de actorii Constantin Vinca, Elena Vinca.

## Distribuție
Distribuția filmului este alcătuită din:
- Elena Vinca
- Constantin Vinca